# Campionat de Mallorca de futbol 1931-1932
La temporada 1931-32 del Campionat de Mallorca de futbol fou la novena edició oficial d'aquesta competició, organitzada per la Federació de Futbol de les Illes Balears. Fou disputada per un total de 25 clubs de futbol de Mallorca.
Aquesta temporada els equips de Menorca continuaven fora de la federació per tercera temporada consecutiva. A Eivissa tampoc no hi havia cap activitat i ni tan sols es va organitzar cap torneig de caràcter oficiós. Per aquest motiu el campió de la Primera Categoria de Mallorca fou proclamat automàticament Campió de Balears.

## Campionat de Primera Categoria
Fou disputat per cinc equips, els mateixos de la temporada passada. No va baixar ni promocionar ningú, i el campió de Segona Categoria va ascendir directament.

### Classificació final
Font:
| Posició | Equip         | J | G | E | P | GF | GC | PTS |
| ------- | ------------- | - | - | - | - | -- | -- | --- |
| 1       | CD Mallorca   | 8 | 5 | 2 | 1 | 29 | 10 | 12  |
| 2       | Balears FC    | 8 | 4 | 2 | 2 | 18 | 16 | 10  |
| 3       | Constància FC | 8 | 3 | 2 | 3 | 14 | 19 | 8   |
| 4       | Athletic FC   | 8 | 3 | 0 | 5 | 19 | 21 | 6   |
| 5       | FC Manacor    | 8 | 1 | 2 | 5 | 12 | 26 | 4   |

Llegenda: J-partits jugats, G-guanyats, E-empatats, P-perduts, GF-gols a favor, GC-gols en contra, PTS-punts
L'adveniment de la Segona República provocà que aquest any la Reial Societat Alfons XIII FC adoptàs el nom de CD Mallorca i perdés el títol de Reial.
Es va invalidar el resultat del partit entre el Constància FC i el Balears FC de la primera volta, que inicialment havia guanyat el Constància FC per 4-0, per alineació indeguda, i se'n va proclamar com a vencedor el Balears FC.
El CD Mallorca es proclamà campió.

### Resultats finals
- Campió de Balears: CD Mallorca
- Classificat per al Campionat d'Espanya: CD Mallorca
- Descensos: No h'hi hagué.
- Ascensos: CD Espanya (Palma)

## Segona Categoria
Anomenada Segona Categoria Preferent, disputada per tres equips en un sol grup.

### Classificació final
Font:
| Posició | Equip              | J | G | E | P | GF | GC | PTS |
| ------- | ------------------ | - | - | - | - | -- | -- | --- |
| 1       | CD Espanya (Palma) | 4 | 3 | 0 | 1 | 11 | 2  | 6   |
| 2       | CD Llucmajor       | 4 | 3 | 0 | 1 | 16 | 6  | 6   |
| 3       | SS La Salle        | 4 | 0 | 0 | 4 | 2  | 21 | 0   |

Llegenda: J-partits jugats, G-guanyats, E-empatats, P-perduts, GF-gols a favor, GC-gols en contra, PTS-punts
El campió fou el CD Espanya de Palma, el qual va ascendir directament a Primera sense jugar cap fase d'ascens com havia estat habitual fins a la temporada anterior.

## Tercera Categoria
Anomenada Segona Categoria Ordinària, disputada per 17 equips en un sol grup. Hi varen participar dos equips que també participaren en la segona categoria, el CD Espanya i el SS La Salle.

### Classificació final
Font:
| Posició | Equip                         | J  | G  | E | P  | GF | GC | PTS |
| ------- | ----------------------------- | -- | -- | - | -- | -- | -- | --- |
| 1       | Sóller FB                     | 14 | 10 | 2 | 2  | 45 | 21 | 22  |
| 2       | Recreativo FC (els Hostalets) | 14 | 10 | 2 | 2  | 34 | 22 | 22  |
| 3       | Athletic FC (equip reserva)   | 14 | 10 | 1 | 3  | 28 | 17 | 21  |
| 4       | SS La Salle                   | 14 | 10 | 1 | 3  | 43 | 21 | 21  |
| 5       | CD Espanya (Palma)            | 14 | 10 | 1 | 3  | 28 | 17 | 21  |
| 6       | Balears FC (equip reserva)    | 14 | 7  | 2 | 5  | 33 | 17 | 16  |
| 7       | CD Arenas                     | 12 | 6  | 2 | 4  | 30 | 14 | 14  |
| 8       | CD Isleño                     | 14 | 6  | 1 | 7  | 22 | 29 | 13  |
| 9       | SC Arrabal (Santa Catalina)   | 13 | 6  | 0 | 7  | 29 | 23 | 12  |
| 10      | Provincial FC                 | 13 | 4  | 2 | 7  | 17 | 22 | 10  |
| 11      | UD Aldeana (Son Serra)        | 12 | 4  | 1 | 7  | 14 | 20 | 9   |
| 12      | CD Miramar                    | 13 | 4  | 0 | 9  | 19 | 49 | 8   |
| 13      | CD Gènova                     | 14 | 1  | 4 | 9  | 8  | 25 | 6   |
| 14      | CD Bellver (el Viver)         | 13 | 2  | 2 | 9  | 10 | 32 | 6   |
| 15      | Racing FC                     | 10 | 0  | 0 | 10 | 2  | 43 | 0   |
| 16      | CD Soledat                    | 6  | 1  | 0 | 5  | 6  | 17 | 2   |
| 17      | FC Industrial Marià (Consell) | 5  | 1  | 0 | 4  | 6  | 11 | 2   |

El campió fou el Sóller Foot-Ball, després d'un partit de desempat entre els dos campions, el Sóller i el Recreatiu, jugat en camp neutral a Bunyola i que s'endugueren els sollerics. El CD Soledat i el FC Industrial Marià es retiraren de la competició. No va ascendir ningú, pel fet que era una categoria de caràcter més formatiu que competitiu.